# مالزی شرقی

مالزی شرقی شامل دو ایالت صباح و ساراواک می‌شود که در جزیرهٔ بورنئو واقع شده‌اند. این ناحیه از آن رو "شرقی" خوانده می‌شودکه در شرق شبه جزیره مالایا (و مالزی غربی) واقع است. نسبت به مالزی غربی، جمعیت مالزی شرقی کمتر است و این ناحیه توسعه نیافته‌تر از مالزی غربی به شمار می‌آید اما وسعت آن بیشتر است و منابع طبیعی مهم‌تری همچون گاز و نفت دارد.
در ضمن دو جاذبه از این ناحیه در لیست "میراث جهانی" یونسکو پذیرفته شده‌اند.(مالزی غربی هیچ جاذبه‌ای در لیست مذکور ندارد) این دو جاذبه شامل پارک ملی مولو در ساراواک و قلهٔ کینابالو در صباح می‌شوند.(قلهٔ کینابالو همچنین دومین قلهٔ بلند در آسیای جنوب شرقی است)‌. دیگر دیدنی معروف این ناحیه جزیرهٔ سیپادان است که از مراکز موج سواری دنیا به شمار می‌رود.
بومیان و قبایل بومی متعددی در مالزی شرقی موجود هستند و علاوه بر زبان‌های متعدد خود زبان ملی مالزی، زبان مالایی، را نیز به لهجه‌های متفاوتی تکلم می‌کنند.